# Dorfkirche Dreilützow

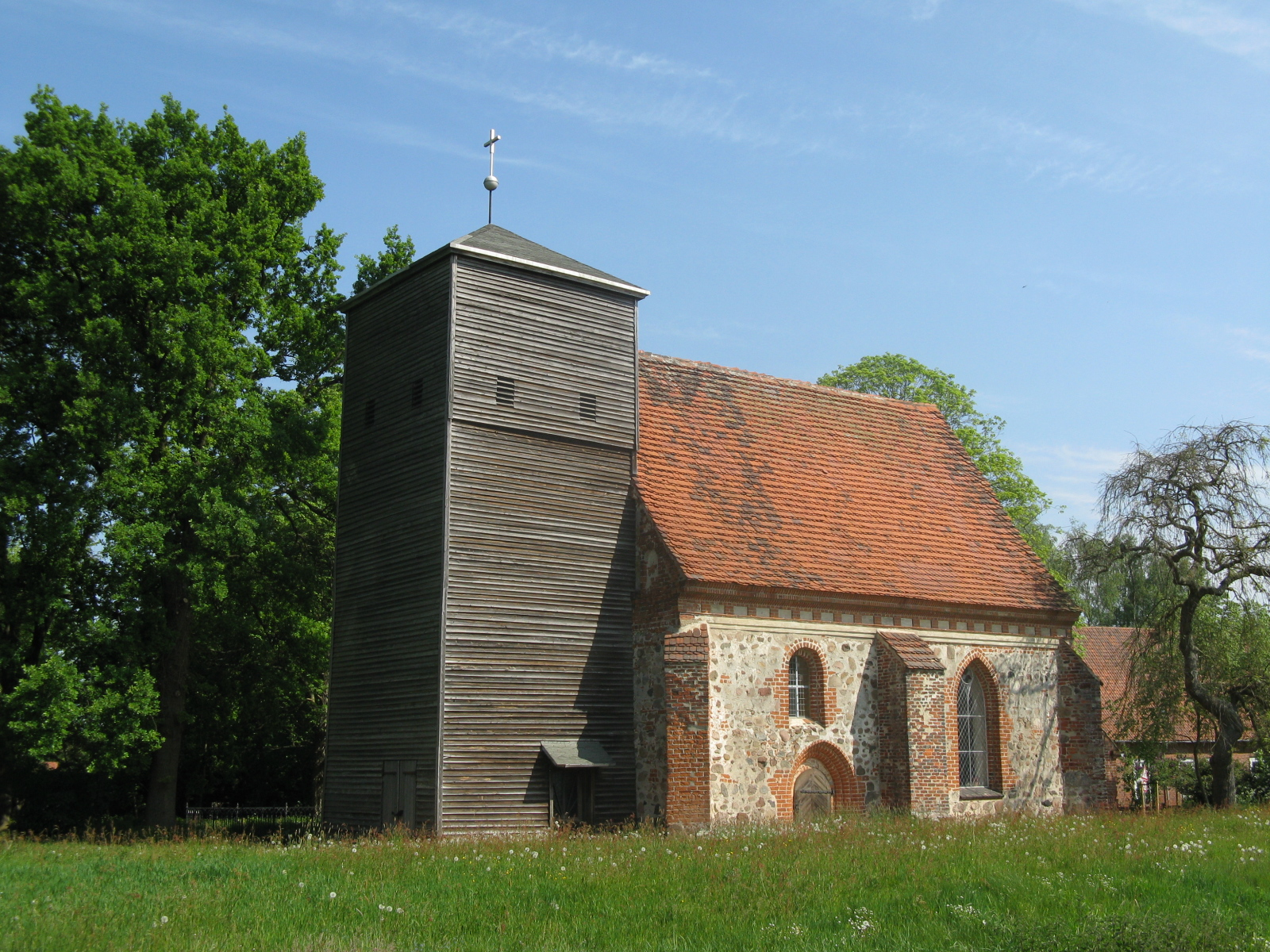
Kirche Dreilützow

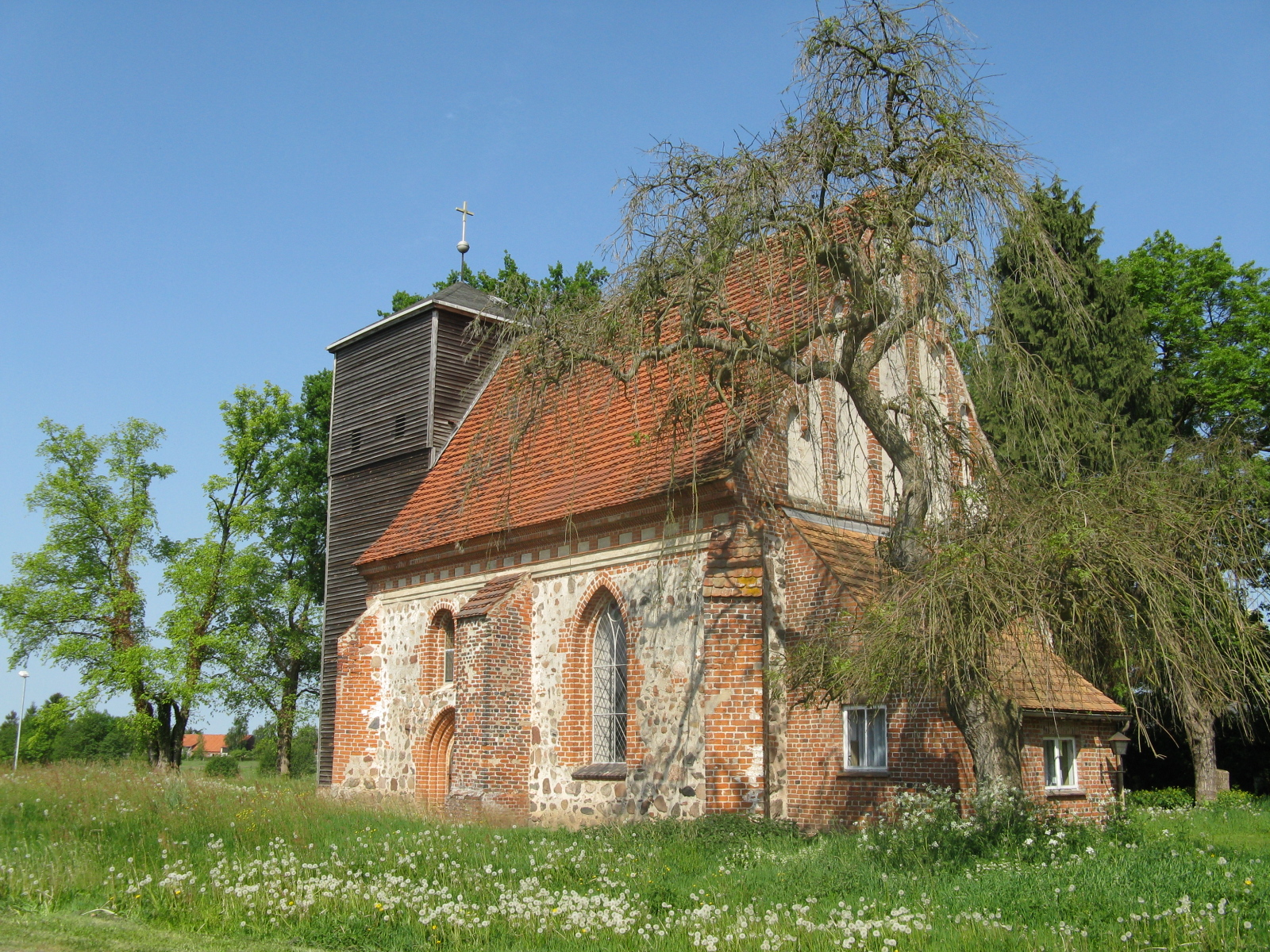
Südostansicht

Die evangelische Dorfkirche Dreilützow ist eine spätgotische Saalkirche im Ortsteil Dreilützow von Wittendörp im Landkreis Ludwigslust-Parchim in Mecklenburg-Vorpommern. Sie gehört zur Kirchengemeinde Boizenburg-Wittenburg in der Propstei Parchim der Evangelisch-Lutherischen Kirche in Norddeutschland (Nordkirche).

## Geschichte und Architektur
Die Kirche wurde vermutlich zu Anfang des 15. Jahrhunderts als rechteckige Saalkirche aus Feldsteinmauerwerk von zwei Jochen erbaut. Fenster, Portale und der blendengeschmückte Giebel sind in Backstein ausgeführt, ebenso das Hauptgesims aus dem 18. Jahrhundert. Vor der Westseite steht ein vermutlich ebenfalls im 18. Jahrhundert erbauter hölzerner Turm, der nach Blitzschlag im Jahr 1973 teilweise abgetragen und erneuert wurde.

## Ausstattung
Das Hauptstück der Ausstattung ist ein hölzerner Kanzelaltar aus dem Jahr 1732, dessen Kanzelkorb von der Rückwand mit Segmentgiebel über korinthischen Säulen getrennt und separat aufgestellt wurde.
Die Orgel mit reich geschmücktem Prospekt und sechs Registern auf einem Manual wurde im Jahr 1708 mutmaßlich von Johann Heinrich Gloger und seinem Bruder Christoph erbaut. Sie war ursprünglich die Chororgel in St. Lamberti in Lüneburg und eine Stiftung von Heinrich Georg Döring, der sie nach dem Tod von sechs seiner Kinder erbauen ließ. 1801 gelangte sie in die Kirche von Camin, 1853 wurde sie anlässlich des dortigen Kirchenneubaus nach Dreilützow umgesetzt. Im Jahr 2004 wurde die Orgel durch Jehmlich restauriert, wobei drei Register rekonstruiert wurden.
Die Disposition lautet:
| Hauptwerk C–c3 |    |      |
| Gedact         | 8′ |      |
| Principal      | 4′ |      |
| Gedact         | 4′ |      |
| Principal      | 2′ | 2004 |
| Mixtur III     |    | 2004 |
| Tromet         | 8′ | 2004 |